# Leopold Rotenburger
Leopold Rotenburger (Rottenburger) (* um 1568 vermutlich in Franken; † 31. Juli 1653 in Salzburg) arbeitete in Salzburg und Innsbruck als Orgelbauer. Er war der erste Hoforgelmacher (1598–1653) im Fürsterzbistum Salzburg, ein Amt, das Wolf Dietrich im Zuge der Neuordnung der Dommusik mit Dekret vom 1. März 1597 geschaffen hatte.

## Leben
Leopold Rotenburger war spätestens 1598 in Salzburg ansässig, denn in diesem Jahr wurde sein Sohn Paul am 28. November im Dom getauft, zwei Jahre danach sein Sohn Mathias. Seine erste Frau muss gestorben sein, weil er 1622 als Witwer bezeichnet wurde. Seltsamerweise hatte Leopold Rotenburger uneheliche Kinder, allerdings alle von derselben Frau, Margarethe Gierstlinger (auch: Geißtler, Geißler) aus Oberteisendorf, die er am 22. November 1627 in Mülln heiratete: Ursula (im Dom getauft am 1. März 1619), Joannes (im Dom getauft am 29. Jänner 1622), Jakob (im Dom getauft am 18. November 1625) und Georg, schon ehelich, (in Mülln getauft am 22. März 1628). Nach dem Tod seiner zweiten Frau heiratete er am 13. September 1634 in der Sebastianskirche ein drittes Mal, nämlich Anna Winklhammer. Leopold Rotenburger wohnte zuerst im „Heubel-Haus im Prüggen-Viertel“ – einem Haus in der Nähe des so genannten Platzls – nach 1629 in der Linzergasse 27. Seit 1612 gehörte er als Hoforgelmacher zur Hofmusikkapelle und bezog ein Monatsgehalt von 5 Gulden. Er ist damit der erste nachweisbare Hoforgelmacher Salzburgs. Neben dem Salzburger Hof wurde auch der Hof zu Innsbruck zu seinem Betätigungsfeld, da nach dem Tode Georg Gemelichs 1611 dort kein Orgelbauer mehr ansässig gewesen war. In Innsbruck arbeitete Leopold Rotenburger nicht mit seinen Söhnen, sondern mit den Gesellen Johann Frondt und Johann Geyr. Am 15. Oktober 1643 verkaufte er sein Haus an seinen Sohn Paul und muss in ein anderes Haus in der Linzergasse gezogen sein. Am 31. Juli 1653 starb der „Orgelmacher in der Linzergasse“ im Alter von 85 Jahren.

## Werkliste (Auswahl)
Die Tabelle führt einige seiner Neubauten und Reparaturen auf.
| Jahr               | Ort                 | Gebäude                         | Bild | Manuale | Register | Bemerkungen |
| ------------------ | ------------------- | ------------------------------- | ---- | ------- | -------- | --- |
| 1613 bzw. vor 1627 | Torren in Golling   | St. Nikolaus                    |      | I       | 5        | Das Positiv wurde Leopold Rotenburger nur zugeschrieben, es könnte auch von Butz sein, der 1612/13 in Salzburg wirkte. Es stand bis 1860 in der Pfarr- und Wallfahrtskirche am Dürrnberg, als es auf Betreiben von Franz und Felix Gruber durch ein anderes ersetzt wurde. Das Instrument stellt die älteste Kirchen-Orgel Salzburgs dar. |
| 1617               | Michaelbeuern       | Stiftskirche                    |      |         |          | |
| 1622               | Raitenhaslach       | Klosterkirche                   |      |         |          | |
| 1628               | Salzburg            | Salzburger Dom                  |      |         |          | Zwei Orgeln in der Vierung der Domkuppel 1628 |
| 1629               | Innsbruck           | Hofkirche                       |      | II/P    | 15       | Neues Positiv und Renovierung der Ebert-Orgel. |
| 1634               | Neustift bei Brixen | Kloster Neustift (Stiftskirche) |      |         |          | Zwei neue Orgeln |
| 1645               | Innsbruck           | Pfarrkirche                     |      |         |          | Übertragung und Umbau der Orgel |